# Colegio San Francisco Javier
Das Colegio San Francisco Javier ist eine katholische Privatschule an der Calle 20 in Pasto, Kolumbien.

## Schule
Das Colegio wurde 1712 in Pasto von der Gesellschaft Jesu gegründet. Aufgrund der Unterdrückung der Jesuiten 1767 musste der Betrieb pausieren und wurde im 19. Jahrhundert wieder aufgenommen. Die Schule setzt auf ignatianische Prinzipien (ganzheitliche Bildung, soziale Verantwortung und kritisches Denken, soweit es die katholischen Grundsätze erlauben). Ab den 1970er Jahren führte das Colegio moderne pädagogische Ansätze ein. Das Colegio bietet alle Klassenstufen von der Vorschule bis zur Oberstufe nach dem kolumbianischen Schulkalender B an.
Das Colegio gilt als Kaderschmiede. Bekannte Alumni des Colegio waren der Mathematiker Luciano Mora Osejo und der Regierungsrat Mario Córdoba Pérez.

## Bauwerk
Das Kloster Claustro San Francisco Javier wurde zwischen 1919 und 1925 erbaut und steht unter Denkmalschutz. Das Gebäude umfasst eine Fläche von 15000 m² auf einem 6400 m² großen Grundstück. Es besteht aus drei Stockwerken und einem Untergeschoss und beherbergt Unterrichtsräume, eine Bibliothek, ein Theater mit 469 Plätzen, Labore, ein Restaurant, ein Fitnessstudio, einen Kunstrasenplatz und Auditorien. Zwischen 2012 und 2014 wurde es gemäß den Anforderungen der kolumbianischen Erdbebenvorschriften NSR-10 modernisiert. Neben dem Colegio steht die Christkönigskirche von Pasto.